# Gerhard Branstner
Gerhard Branstner (Blankenhain, 1927. május 25. – Berlin, 2008. augusztus 18.) német író.

## Élete
Általános iskolai tanulmányait 1934-ben kezdte, s 1942-ben kezdte három éves szakmai gyakorlatát. 1945-ben besorozták, de két héttel később amerikai fogságba esett. Ezt követően előbb francia fogságban volt 1947-ig, majd belga fogságba került, ahonnan még abban az évben szabadon engedték. Mivel szegény sorból származott (apja porcelángyári munkás volt) az NDK-ban lehetőséget kapott arra, hogy Jénában középiskolai végzettséget szerezzen. Ezután filozófiát tanulmányozott a berlini Humboldt Egyetemen, ahol később oktatóként dolgozott. 1953-ban megnősült, házasságából két fiú (1955 és 1957) és egy leány (1959) született. A humorról és annak irodalomban betöltött szerepéről szóló diplomamunkájával szerezte meg doktori címét 1963-ban. 
1962-től az Eulenspiegel-Verlag és a Verlag Das Neue Berlin főszerkesztője volt, 1968-tól lett szabadúszó író. Az 1973-ban megjelent Ich kam, sah und lachte című kötet hat versét tartalmazza, valamint egy-egy költeményt Siegfried Matthus és Wolfgang Pietsch tollából. 2000. március 11.-én a Jungen Welt című lapban egy cikket jelentetett meg Klartext, Herr Genosse Gysi! címmel, emiatt 2000 áprilisában kizárták a Demokratikus Szocializmus Pártjából. A kizárást még azon év júniusában felfüggesztették a Branstnernek a párt szövetségi választóbizottsága ellen benyújtott kifogása miatt. Élete utolsó éveiben Berlinben élt, s szerzői munkája mellett főként színházi eseményeken és felolvasásokon vett részt. Sírja a berlini Dorotheenstadti temetőben található. 
Magyarul egyetlen novellája jelent meg a Galaktika 21. számában 1976-ban, Utópikus anekdoták címmel.

## Munkái
- 1959: „Ist der Aphorismus ein verlorenes Kind?“
- 1961: „Zu Besuch auf der Erde“
- 1964: „Neulichkeiten“
- 1967: „Der verhängnisvolle Besuch. Kriminalroman“
- 1968: „Die Reise zum Stern der Beschwingten. Utopischer Roman“
- 1969: „Nepomuks Philosophische Kurzanekdoten“
- 1970: „Der falsche Mann im Mond. Utopischer Roman“
- 1971: „Der Narrenspiegel“
- 1973: „Ich kam, sah und lachte. Balladen, Anekdoten und Aphorismen“
- 1974: „Vom Himmel hoch“; „Plebejade“; „Der Narrenspiegel“
- 1976: „Der Sternenkavalier“
- 1977: „Der Himmel fällt aus den Wolken“; „Kantine“
- 1977: „Der Esel als Amtmann“: Buchverlag Der Morgen, (Kelet-)Berlin 1977.
- 1980: „Kunst des Humors“; „Handbuch der Heiterkeit“; „Der indiskrete Roboter“; „Der Esel als Amtmann“, ISBN 978-3-88074-184-3
- 1981: „Die Ochsenwette“
- 1982: „Sprucksäckel“
- 1984: „Das eigentliche Theater“
- 1985: „Das Verhängnis der Müllerstochter“; „Der negative Erfolg“
- 1987: „Heitere Poetik“
- 1988: „Heitere Dramatik“
- 1993: „Mensch – wohin?“
- 1996: „Verbürgerlichung“; „Das Prinzip Gleichheit“
- 1997: „Revolution auf Knien“; „Das philosophische Gesetz der Ökologie“
- 1998: „Rotfeder“; „Der eigentliche Mensch“
- 1999: „Witz und Wesen der Lebenskunst“
- 2000: „Marxismus der Beletage“; „Die Welt in Kurzfassung“, ISBN 978-3-89706-895-7
- 2001: „Das System Heiterkeit“
- 2002: „Die neue Weltofferte“; „Gegenwelt“; „Die Weisheit des Humors“
- 2004: „Branstners Brevier – Das Kommunistische Manifest von heute“; „Die Narrenschaukel“, ISBN 978-3-938142-11-0
- 2006: „Philosophie der Geschichte“, „Philosophie der Kunst“ und „Sonny Girls“ – In:„Die Pyramide“, ISBN 3-928498-55-X; „Neue Lieder“, ISBN 978-3-928498-75-3; „Kuriose Geschichten“, ISBN 978-3-928498-57-9
- 2007: „Liebengrün“, Autobiografie, Kay Homilius-Verlag Berlin, ISBN 3-897068-50-8; „Die Hornisse – Philosophische Streitschriften“, ISBN 978-3-928498-78-4

## Külső hivatkozások
- Branstnerről szóló, illetve általa írt munkák a Deutsche Nationalbibliothekben
- Branstnerről szóló, illetve általa írt munkák az Open Library-ben

## Fordítás
- Ez a szócikk részben vagy egészben  a   Gerhard Branstner című német Wikipédia-szócikk ezen változatának fordításán alapul.  Az eredeti cikk szerkesztőit annak laptörténete sorolja fel. Ez a jelzés csupán a megfogalmazás eredetét és a szerzői jogokat jelzi, nem szolgál a cikkben szereplő információk forrásmegjelöléseként.